# Rachmaninoff-Gletscher
Der Rachmaninoff-Gletscher (russisch Ледник Рахманинова Lednik Rachmaninowa) ist ein Gletscher auf der westantarktischen Alexander-I.-Insel. Auf der Monteverdi-Halbinsel fließt er in südlicher Richtung zum Britten Inlet.
Die Akademie der Wissenschaften der UdSSR benannte ihn 1987 nach dem russischen Komponisten Sergei Rachmaninoff (1873–1943).